# Élection présidentielle comorienne de 2016
L’élection présidentielle comorienne de 2016 doit élire le nouveau président de l'union des Comores. Le président sortant, Ikililou Dhoinine, élu en 2010 et en fonction depuis le 26 mai 2011, ne peut se représenter.

## Modalités
Aux termes de la constitution des Comores, adoptée en 2001, le président de l'union des Comores est élu pour un mandat de quatre ans. La présidence de l'Union est tournante entre les îles du pays. Au grand-comorien Azali Assoumani (2002-2006) ont ainsi succédé Ahmed Abdallah Sambi, anjouanais (2006-2011) puis Ikililou Dhoinine, mohélien et président investi en 2011. En 2016, la présidence devait constitutionnellement échoir à un mahorais. En effet, l’île de Mayotte, l’une des îles de l’archipel des Comores, fait partie de l’union des Comores selon la constitution du pays et reste revendiquée par celui-ci. Néanmoins, Mayotte reste jusqu'à ce jour administrée par la France, situation confirmée lors d'un référendum en 2009. Ainsi, c’est de nouveau à un Grand-Comorien que revient la présidence.
Au premier tour, seuls les Grand-Comoriens votent. Les trois candidats arrivés en tête sont présents au second tour, pour lequel l’ensemble des Comoriens est appelé aux urnes.

## Candidats
Vingt-cinq candidats sont en lice au premier tour de scrutin dont Mohamed Ali Soilihi (vice-président des Comores et candidat du régime actuel), Azali Assoumani (ancien président), Mouigni Baraka Saïd Soilihi (gouverneur de la Grande-Comore), Fahmi Saïd Ibrahim El Maceli (député) et Bourhane Hamidou, ancien président de l'Assemblée de l'Union.
Plusieurs candidats émanant de la diaspora se sont présentés à cette élection tels que Allaoui Saïd Hamidou (du Parti Ulezi), Salim Saadi (Indépendant), Youssouf Abdou Moinaécha (indépendante), Youssouf Said Mahazi (indépendant) et Mahmoud Ahmed Wadaane (RIFAID).

## Campagne
La campagne démarre officiellement le 21 janvier 2016.
Bien que les binationaux ne votent pas, la diaspora comorienne en France est jugée importante sur le plan électoral.

## Déroulement du scrutin
À la veille du premier tour, la commission électorale décide d'interdire le vote par procuration.

### Premier tour
Le premier tour a lieu le 21 février 2016.

### Second tour
Le second tour a lieu le 10 avril.
Le 15 avril, la Commission Electorale Nationale Indépendante (CENI) déclare Azali Assoumani vainqueur avec 40,98 % des voix mais Mohamed Ali Soihili, deuxième avec 39,87 % des votes, ne reconnaît pas les résultats, affirmant que certains bureaux de l’île d'Anjouan ne se sont pas exprimés, et demande l'organisation d'une élection partielle sur cette île.
Le 30 avril, la Cour constitutionnelle des Comores ordonne la reprise d'une élection partielle dans 13 bureaux d'Anjouan en raison d'irrégularités constatées lors du scrutin du 10 avril.
Le 6 mai, Mouigni Baraka Said Soilih renonce et appelle à voter pour Mohamed Ali Sohili ; néanmoins, il ne retire pas dans les faits, car ceci est interdit par la loi comorienne.
Le scrutin partiel se déroule le 11 mai.
Le 15 mai, la Cour constitutionnelle déclare Azali Assoumani président des Comores avec 41,43 % des voix contre 39,66 % pour Mohamed Ali Soihili ; l'investiture a lieu le 26 mai.

## Résultats
|                                | Premier tour le 21 février 2016 | Premier tour le 21 février 2016 | Premier tour le 21 février 2016 | Second tour le 10 avril 2016 | Second tour le 10 avril 2016 | Second tour le 10 avril 2016 | Second tour après partielles d'Anjouan le 11 mai 2016 | Second tour après partielles d'Anjouan le 11 mai 2016 | Second tour après partielles d'Anjouan le 11 mai 2016 |
|                                | Nombre                          | % des inscrits                  | % des votants                   | Nombre                       | % des inscrits               | % des votants                | Nombre                                                | % des inscrits                                        | % des votants                                         |
| Inscrits                       | 158 645                         | 100 %                           |                                 |                              |                              |                              | 301 006                                               | 100 %                                                 |                                                       |
| Votants                        | 118 057                         | 74,42 %                         | 100 %                           |                              |                              |                              | 208 049                                               | 69,12 %                                               | 100 %                                                 |
| suffrages exprimés             | 110 947                         | 69,93 %                         | 93,89 %                         |                              |                              |                              | 196 023                                               | 65,12 %                                               | 94,22 %                                               |
| bulletins blancs ou nuls       | 7 214                           | 4,55 %                          | 6,11 %                          |                              |                              |                              | 12 026                                                | 4,00 %                                                | 5,78 %                                                |
| Abstentions                    | 40 588                          | 25,58 %                         |                                 |                              |                              | 92 9257                      | 30,88 %                                               |                                                       |                                                       |
| Candidat                       | Voix                            | % des exprimés                  |                                 | Voix                         | % des exprimés               |                              | Voix                                                  | % des exprimés                                        |                                                       |
| Mohamed Ali Soilihi            | 19 541                          | 17,61                           |                                 | 77 285                       | 39,87                        |                              | 77 736                                                | 39,66                                                 |                                                       |
| Mouigni Baraka                 | 16 738                          | 15,09                           |                                 | 37 116                       | 19,15                        |                              | 37 073                                                | 18,81                                                 |                                                       |
| Azali Assoumani                | 16 596                          | 14,96                           |                                 | 79 429                       | 40,90                        |                              | 81 214                                                | 41,43                                                 |                                                       |
| Fahmi Saïd Ibrahim             | 16 034                          | 14,45                           |                                 |                              |                              |                              |                                                       |                                                       |                                                       |
| Saïd Larifou                   | 6 795                           | 6,12                            |                                 |                              |                              |                              |                                                       |                                                       |                                                       |
| Bourhane Hamidou               | 6 397                           | 5,77                            |                                 |                              |                              |                              |                                                       |                                                       |                                                       |
| Mohamed Daoudou                | 4 662                           | 4,20                            |                                 |                              |                              |                              |                                                       |                                                       |                                                       |
| Said Hachim Achiraffi          | 3 229                           | 2,91                            |                                 |                              |                              |                              |                                                       |                                                       |                                                       |
| Assoumani Aboudou              | 2 847                           | 2,57                            |                                 |                              |                              |                              |                                                       |                                                       |                                                       |
| Mohamed Issimalia              | 2 014                           | 1,84                            |                                 |                              |                              |                              |                                                       |                                                       |                                                       |
| Mohamed Amiri Salimou          | 1 938                           | 1,75                            |                                 |                              |                              |                              |                                                       |                                                       |                                                       |
| Nassor Mohamed Ali             | 1 901                           | 1,71                            |                                 |                              |                              |                              |                                                       |                                                       |                                                       |
| Mzé Abdou Soulé El-Back        | 1 767                           | 1,59                            |                                 |                              |                              |                              |                                                       |                                                       |                                                       |
| Said Ali Kemal Ed-Dine         | 1 570                           | 1,42                            |                                 |                              |                              |                              |                                                       |                                                       |                                                       |
| Abdouloihabi Mohamed           | 1 377                           | 1,24                            |                                 |                              |                              |                              |                                                       |                                                       |                                                       |
| Ibrahima Hissani Mfoihaya      | 1 366                           | 1,23                            |                                 |                              |                              |                              |                                                       |                                                       |                                                       |
| Allaoui Said Hamidou           | 1 055                           | 0,95                            |                                 |                              |                              |                              |                                                       |                                                       |                                                       |
| Salim Saadi                    | 1 033                           | 0,93                            |                                 |                              |                              |                              |                                                       |                                                       |                                                       |
| Cheikh Ahmed Said Abdourahmane | 767                             | 0,69                            |                                 |                              |                              |                              |                                                       |                                                       |                                                       |
| Youssouf Abdou Moinaecha       | 735                             | 0,66                            |                                 |                              |                              |                              |                                                       |                                                       |                                                       |
| Said Ahmed Said Ali            | 573                             | 0,52                            |                                 |                              |                              |                              |                                                       |                                                       |                                                       |
| Youssouf Said Mahazi           | 552                             | 0,50                            |                                 |                              |                              |                              |                                                       |                                                       |                                                       |
| Mohamed Mohamed Ali Dia        | 535                             | 0,48                            |                                 |                              |                              |                              |                                                       |                                                       |                                                       |
| Mtara Maécha                   | 455                             | 0,41                            |                                 |                              |                              |                              |                                                       |                                                       |                                                       |
| Mahamoud Ahmed Wadaane         | 443                             | 0,40                            |                                 |                              |                              |                              |                                                       |                                                       |                                                       |
| Sources: Comores Infos (,)     |                                 |                                 |                                 |                              |                              |                              |                                                       |                                                       |                                                       |

## Observations
La mission d'observation de l'Union africaine est présidée par l'ancien président tunisien Moncef Marzouki,,.